# Diastanillus
Diastanillus is een geslacht van spinnen uit de familie hangmatspinnen (Linyphiidae).

## Soorten
De volgende soorten zijn bij het geslacht ingedeeld:
- Diastanillus pecuarius (Simon, 1884)